# Saint Catherine Parish
Saint Catherine ist ein Landkreis (parish) im Südosten Jamaikas. Hauptstadt ist Spanish Town, unter dem spanischen Namen Sante Jago De La Vega war sie erste Hauptstadt der Insel.

## Geschichte
Bereits kurz nach Beginn der spanischen Besiedlung entstand auf Empfehlung des Schatzmeisters Pedro de Mazuela die Siedlung Sante Jago De La Vega. Saint Catherine entstand 1534, benannt wurde es später nach Katharina von Braganza, der Frau des englischen Königs Karl II.
1524 wurde Sante Jago De La Vega offiziell zu Hauptstadt erklärt. Bereits zuvor waren in der Gegend Mühlen für Zuckerrohr errichtet worden. Mehrfach kam es zu Angriffen englischer Piraten. Ab 1655 eroberten die Engländer Jamaika. Nach fünfjährigem Guerillakrieg gaben die Spanier auf, 1670 fiel die Insel offiziell durch den Vertrag von Madrid an England. Sante Jago De La Vega wurde in Spanish Town umbenannt, blieb aber Inselhauptstadt.
Seit 1755 versuchten verschiedene Gruppen die Hauptstadt nach Kingston zu verlegen. Offiziell erfolgte die Umlegung erst 1872 durch Gouverneur Sir John Peter Grant. Die heutige Form erhielt Saint Catherine 1872, als es die ehemaligen Parishes Saint Dorothy, Saint John und Saint Thomas-in-the-Vale schluckte.

## Geographie
Saint Catherine grenzt im Osten an Saint Andrew, im Westen an Clarendon und im Norden an Saint Ann und Saint Mary. Auf 1.192 km² lebten 2001 rund 500.000 Menschen, die meisten in Portmore und Spanish Town.
Der Süden ist flach während die Mittel und der Norden bergig sind. Der höchste Punkt liegt 686 Meter über dem Meer. Die südliche Ebene umfasst rund 230 km². Sie wird vom Rio Cobre durchzogen, der das Gebiet mit Wasser und Elektrizität versorgt.

## Wirtschaft
Landwirtschaft ist die wichtigste Einnahmequelle. Viele kleine Bauern bauen Bananen, Kokosnüsse, Ananas, Zitrusfrüchte, Kürbisse und Pfeffer an. Die größeren Betriebe produzieren vor allem Zuckerrohr, Bananen und Zitrusfrüchte für den Export.
Neben Kingston ist Saint Catherine das wichtigste Industriezentrum Jamaikas. In Spanish Town befindet sich der größte Salzhersteller der Karibik, dazu kommen Firmen, die Milcherzeugnisse verarbeiten. Daneben werden Batterien, Zigaretten, Teppiche, Plastikteile und pharmazeutische Produkte in größeren Mengen hergestellt. Ermöglicht wird das auch durch das größte Elektrizitätswerk Jamaikas in Old Harbour.
Daneben spielt Tourismus eine immer wichtigere Rolle.